# Dysphania agorius
Dysphania agorius là một loài bướm đêm trong họ Geometridae.